# Екатерина Гольштейн-Бекская
Принцесса Екатерина Гольштейн-Бекская (Katharina von Schleswig-Holstein-Sonderburg-Beck, 23 февраля 1750 — 28 ноября 1811), в период брака княгиня Екатерина Петровна Барятинская — принцесса Зондербургского дома, супруга князя И. С. Барятинского, дама Большого креста ордена Святой Екатерины (январь 1762). Внучка адмирала Н. Ф. Головина, бабка генерал-фельдмаршала А. И. Барятинского.

## Биография
Единственная дочь вступившего на русскую службу принца Петра-Августа-Фридриха Гольштейн-Бекского, эстляндского генерал-губернатора и фельдмаршала, от второго брака с графиней Натальей Николаевной Головиной. По отцу принадлежала к бекской ветви Гольштейн-Зондербургской линии Ольденбургской династии и была дальней родственницей Петра III. От её единокровного брата по прямой мужской линии происходят датский король Кристиан IX и императрица Мария Фёдоровна.
По матери была правнучкой и наследницей графа Ф. А. Головина. Его сын, граф Николай Фёдорович Головин, оставил завещание, по которому все своё состояние завещал своим побочным детям, жившим в Дании. Однако после его смерти императрица Елизавета Петровна уничтожила его завещание и приказала отдать подмосковное село Ховрино со всем прочим наследством его дочери Наталье.
Принц Гольштейн-Бекский с женой принадлежал к числу приверженцев свергнутого Петра III. Двенадцатилетней девочкой Екатерина Петровна вместе с родителями находилась на одной из галер, сопровождавших императора в день переворота, 28 июня 1762 года, при его бегстве в Кронштадт. Чуть раньше, в январе 1760 года, император пожаловал десятилетней принцессе орден Святой Екатерины большого креста.

## Замужество
Будучи самой знатной в России невестой, Екатерина Петровна была сосватана императрицей Екатериной II за поручика князя Ивана Сергеевича Барятинского. Свадьба состоялась 8 января 1767 года в Ревеле. Один из современников писал, что жених «самый счастливый человек, но с другой стороны ему не следует завидовать, зная его хорошие качества».
За богатой невестой Барятинский получил 4 000 душ крепостных, села в Курской губернии: Ивановское, Снагость и другие в Рыльском уезде, которые Пётр I подарил гетману Мазепе до его измены. Императрица подарила ему 100 тыс. десятин земли и около 35 тыс. душ крепостных. Такова была её благодарность за то, что Барятинский спас её от интриг Воронцова.

Выйдя замуж, молодая княгиня блистала в петербургском свете, где считалась одною из первых красавиц. Она имела громадный успех и множество любовных похождений. В неё был влюблен великий князь Павел Петрович, а её роман с графом Андреем Кирилловичем Разумовским привел в конце концов к разрыву с мужем. Правда, сам князь Барятинский не был верным супругом, в это же время у него была связь с женой камергера, красавицей Анастасией Николаевной Нелединской (1754—1803). По словам князя П. В. Долгорукова:
Екатерина Петровна была женщиной весьма гордой и необыкновенно чванной; она беспрестанно давала чувствовать мужу своему, что оказала ему величайшую честь, сочетавшись с ним браком; терпеть не могла, чтобы её именовали княгиней и титуловали сиятельством, а требовала, чтобы её именовали принцессой и титуловали светлостью.
В 1774 году Екатерина Петровна сопровождала обманутого супруга в Париж, куда он был назначен посланником, и присутствовала
на коронации Людовика XVI. Говорили, что в Париж княгиня Барятинская отправилась беременной от Разумовского, где и родила, прикрыв своё приключение припадком водяной болезни. Узнав всю правду от одной из горничных, князь Барятинский поставил вопрос ребром. Слёзы жены заставили его позабыть её проступок, но в Польше начались новые похождения, вновь поссорившие супругов.

## Принцесса Барятинская
В Петербург княгиня Барятинская вернулась одна, где произвела фурор привезенными ею парижскими модами и нарядами. Но императрица все её моды не одобрила и нашла смешными, а потому и двор, и весь город принялись критиковать их. Французский дипломат Мари де Корберон, познакомившись с княгиней Барятинской в 1776 году, записал в дневнике:
По внешности, она мне понравилась: чрезвычайно грациозная, с удивительной талией, выразительными чертами лица, величавая и непринужденная в движениях, но вместе с тем немного манерная. Она очень любезна и умеет вести разговор, выражаясь легко и красиво. Я нахожу, что она, по тону, похожа на парижских дам тридцатилетнего возраста; оттенок философии, примешанный к чувству, делает этих дам очень опасными. Княгиня вполне обладает такого рода кокетством.
 Поселившись отдельно от мужа, легкомысленная красавица не получала приглашений к малому двору великого князя Павла Петровича, что очень её расстраивало. Порой её тон в обществе был неприличным. Однажды, говоря о графе Нессельроде и о его продолжительном визите, она прибавила: «Он на мне женится». Вскоре, поссорившись почти со всем петербургским обществом, Барятинская вместе с приятельницей, Екатериной Александровной Зиновьевой, ур. Меншиковой (1748—1781), женой посланника в Испании, решила основать своё маленькое общество друзей. Но в свете над их собраниями многие смеялись, называя их «клубом любви» или «академией».

Продолжая жить отдельно от мужа, в 1783 году княгиня Барятинская купила у Н. Б. Юсупова особняк на Миллионной, д. 22. Занимала очень высокое положение в свете, где, хотя её многие не любили и осуждали, она была окружена поклонниками. Попасть в её дом считалось большой честью; к тому же она жила широко и пышно, и о её приемах и театральных представлениях говорил весь город. Позднее в своём очерке о княгине Барятинской князь И. М. Долгоруков писал:
Богатство её, имя, а более еще мягкость характера и любезные свойства сердца привлекали к ней весь отборный город. Она жила пышно и вместе приятно, со всеми была  вежлива, благосклонна и примерно гостеприимна; будучи всегда розно с мужем своим, ей хотелось наполнить общество театральное детей своих благовоспитанными молодыми людьми, в числе коих и я удостоился чести быть.
В 1786 году князь Иван Сергеевич Барятинский возвратился из Парижа в Россию и поселился в Петербурге у своего родного брата гофмаршала Ф. С. Барятинского. В 1789 году Екатерина Петровна продала свой особняк на Миллионной Е. П. Дивовой и уехала за границу. Целью путешествия было лечение в Экс-ла-Шапель (Аахене), её сопровождал гоф-медик императрицы Адам Вейкарт, сын Иван, которого она намеревалась определить в один из немецких университетов, и молодая графиня Витгенштейн. Часть маршрута вместе с Барятинской проехала и её дочь графиня Анна Толстая.

Они путешествовали очень неторопливо, долго ездили по Голландии, Австрии и Германии. В благодарность за излечение княгиня Барятинская заказала французскому скульптуру Э. М. Фальконету бюст Вейкарта. В Вене Вейкарт лечил графа И. Г. Чернышова. В декабре 1790 года, оставляя в стороне революционную Францию, княгиня Барятинская приехала в Рим, где в январе 1791 года познакомилась с художницей А. Кауфман. В своем журнале путешествия она записала:
До того, как покинуть Рим, я еще раз пошла повидать Ангелику Кауфман и полюбоваться её работами. Я их видела уже несколько раз, но мне никогда не может наскучить рассматривать их. Эта женщина, несмотря на свой высокий талант, полна скромности. У неё мягкий характер, который делает её всеми любимой и уважаемой.
Посещая многократно её мастерскую, она заказала художнице большой свой портрет в окружении членов семьи с фигурами в натуральную величину. На этой известной картине княгиня Барятинская изображена сидящей в кресле у стола, на котором находится мраморный бюст её отца работы немецкого скульптора А. Триппеля. В руках она держит медальон с портретом мужа, её дети и зять стоят рядом.
Последние годы жизни княгиня Барятинская провела в Берлине, где приобрела особняк на Парижской площади перед Бранденбургскими воротами и пригородный замок Фридрихсфельде. Там она и скончалась 28 ноября 1811 года. С разрешения прусского короля именовалась, как и до замужества, принцессой Гольштейн-Бекской.

## Дети
В браке имела двух детей, которые воспитывались у отца в Петербурге:
- Иван Иванович (1767/1772—1825), тайный советник, действительный камергер, посланник в Мюнхене.
- Анна Ивановна (1772—1825), с 1789 года замужем за обер-гофмаршалом, президентом Придворной конторы графом Николаем Александровичем Толстым (1761/65—1816).